# 禾丰乡 (剑阁县)
禾丰乡，是中华人民共和国四川省广元市剑阁县曾经下辖的一个乡。

## 行政区划
禾丰乡撤销前下辖以下地区：
剑峰村、云起村、油坊村、两河村、三尖村和健全村。